# S. Craig Zahler
Steven Craig Zahler, noto come S. Craig Zahler (Miami, 23 gennaio 1973), è un regista, sceneggiatore, scrittore, musicista e direttore della fotografia statunitense.

## Biografia
Nato a Miami, ma stabilitosi da anni a New York, Zahler ha scritto romanzi che spaziano attraverso generi diversi, western, orrore, poliziesco e fantascienza. Il suo primo romanzo, A Congregation of Jackals, è stato pubblicato nel 2010, ottenendo candidature a premi e buone recensioni da parte della critica. Nel 2013 viene pubblicato il suo secondo romanzo, il western Wraiths of the Broken Land.
Con il nome d'arte di Czar, Zahler collabora con il suo amico Jeff Herriott (noto come JH Halberd) scrivendo e suonando canzoni con la band heavy metal Realmbuilder, con cui ha tre album sotto l'etichetta I Hate Records. In seguito, Zahler è stato batterista e coautore dei testi della band Charnel Valley. I due album dei Charnel Valley sono stati pubblicati dalla Paragon Records.
Verso la fine degli anni novanta ha lavorato come direttore della fotografia per alcune produzioni cinematografiche indipendenti. Nel 2011 la sua sceneggiatura Asylum Blackout, che aveva scritto durante gli anni del college, diventa un film con il titolo The Incident.
Nel 2015 debutta alla regia con il western horror Bone Tomahawk, interpretato da Kurt Russell, Patrick Wilson, Matthew Fox e Richard Jenkins. Il film ha ottenuto diversi riconoscimenti, tra cui premio come miglior regista al Sitges - Festival internazionale del cinema fantastico della Catalogna.
Il suo secondo film da regista Cell Block 99 - Nessuno può fermarmi è stato presentato fuori concorso alla 74ª Mostra internazionale d'arte cinematografica di Venezia.
Il suo terzo film da regista Dragged Across Concrete - Poliziotti al limite è stato presentato fuori concorso alla 75ª edizione della Mostra internazionale d'arte cinematografica di Venezia e vede come protagonisti Mel Gibson e Vince Vaughn. Il film è uscito nelle sale cinematografiche americane a marzo del 2019, mentre in Italia è uscito nel 2020 direttamente su Sky.

## Romanzi
- A Congregation of Jackals (2010)
- Wraiths of the Broken Land (2013)
- Corpus Chrome, Inc. (2014)
- Mean Business on North Ganson Street (2014)

## Filmografia

### Regista
- Bone Tomahawk (2015)
- Cell Block 99 - Nessuno può fermarmi (Brawl in Cell Block 99) (2017)
- Dragged Across Concrete - Poliziotti al limite (Dragged Across Concrete) (2018)

### Sceneggiatore
- The Incident, regia di Alexandre Courtès (2011)
- The Brigands of Rattleborge, regia di Park Chan-wook (2013)
- Bone Tomahawk, regia di S. Craig Zahler (2015)
- Cell Block 99 - Nessuno può fermarmi (Brawl in Cell Block 99), regia di S. Craig Zahler (2017)
- Puppet Master - The Littlest Reich, regia Sonny Laguna e Tommy Wiklund (2018)
- Dragged Across Concrete - Poliziotti al limite (Dragged Across Concrete), regia di S. Craig Zahler (2018)

### Compositore
- Bone Tomahawk, regia di S. Craig Zahler (2015)
- Cell Block 99 - Nessuno può fermarmi (Brawl in Cell Block 99), regia di S. Craig Zahler (2017)
- Dragged Across Concrete - Poliziotti al limite (Dragged Across Concrete), regia di S. Craig Zahler (2018)

## Discografia

### Album
Come musicista metal, Zahler ha usato il nome d'arte Czar. Nelle colonne sonore cinematografiche e nei progetti con i Binary Reptile, ha usato il suo vero nome.
Charnel Valley (Czar e Worm)
- The Dark Archives (2005, Paragon Records)
- The Igneous Race (2007, Paragon Records)

Realmbuilder (Czar e JH Halberd)
- Summon the Stone Throwers (2009, I Hate Records)
- Fortifications of the Pale Architect (2011, I Hate Records)
- Blue Flame Cavalry (2013, I Hate Records)

Jeff Herriott & S. Craig Zahler / Binary Reptile
- Bone Tomahawk (Original Motion Picture Soundtrack)  (2015, Lakeshore Records) (Jeff Herriott & S. Craig Zahler)
- Crawl Into the Narrow Caves (2017, Lakeshore Records) (Binary Reptile)